# دارن من
دارن من (به انگلیسی: Darren Mann) (زاده ۴ مهٔ ۱۹۸۹) بازیگر کانادایی است.
از کارهای معروف او می‌توان به بازی در فیلم‌های آماده نبرد و موج‌شکن اشاره کرد.